# Liédson
Liédson, właśc. Liédson da Silva Muniz (ur. 17 grudnia 1977 w Cairu) – portugalski piłkarz brazylijskiego pochodzenia występujący na pozycji napastnika.

## Kariera klubowa
Przed przybyciem do Sportingu grał tylko w Brazylii, w klubach Poções (1998–1999; tam zaczął profesjonalną karierę w wieku 22 lat, do tego czasu grał amatorsko w weekendy, a ciągu tygodnia pracował w supermarkecie), Prudentópolis (2000), Coritiba FBC, CR Flamengo, SC Corinthians. Od 2003 reprezentuje barwy Sportingu CP. W sezonie 2004/2005 był najlepszym strzelcem w lidze portugalskiej, mając na koncie 25 bramek. Sezon 2005/2006 zakończył z dorobkiem 15 goli w 31 meczach (w 28 zagrał pełne 90 minut, łącznie 2899 minut) i znalazł się na drugim miejscu klasyfikacji najlepszych strzelców. W sezonie 2006/2007 znów został królem strzelców. 24 stycznia 2013 roku został wypożyczony na pół roku do FC Porto. Po zakończeniu wypożyczenia zawodnik wrócił do Brazylii, ale wkrótce zakończył karierę.

## Reprezentacja
Liédson wyraził zainteresowanie grą w reprezentacji Portugalii, pomimo bycia Brazylijczykiem. Liédson powiedział: „Jeśli pewnego dnia zostanę powołany do gry, nie będę się zastanawiał nawet chwilę, ponieważ czuję się w Portugalii jak w domu”. Nigdy nie zagrał w reprezentacji Brazylii.
5 września 2009 zadebiutował w kadrze Portugalczyków w meczu z Danią. W przerwie przy stanie 0:1 zmienił Tiago, a cztery minuty przed końcem spotkania zdobył gola ustalając wynik na 1:1.